# Чеильдаг
Чеильдаг (азерб. Çeyildağ) — посёлок городского типа в административном подчинении Карадагского района города Баку, Азербайджан. Посёлок расположен в 26 км от железнодорожной станции Сангачалы (на линии Баку — Алят).
Статус посёлка городского типа с 1951 года.

## Население
| 1959 | 1970 | 1979 | 1989 | 2011 |
| ---- | ---- | ---- | ---- | ---- |
| 2835 | 2127 | 1229 | 1143 | 1100 |